# Pholcus corniger
Pholcus corniger là một loài nhện trong họ Pholcidae. Loài này có ở quần đảo Canaria.